# Juan Manuel Vidal García

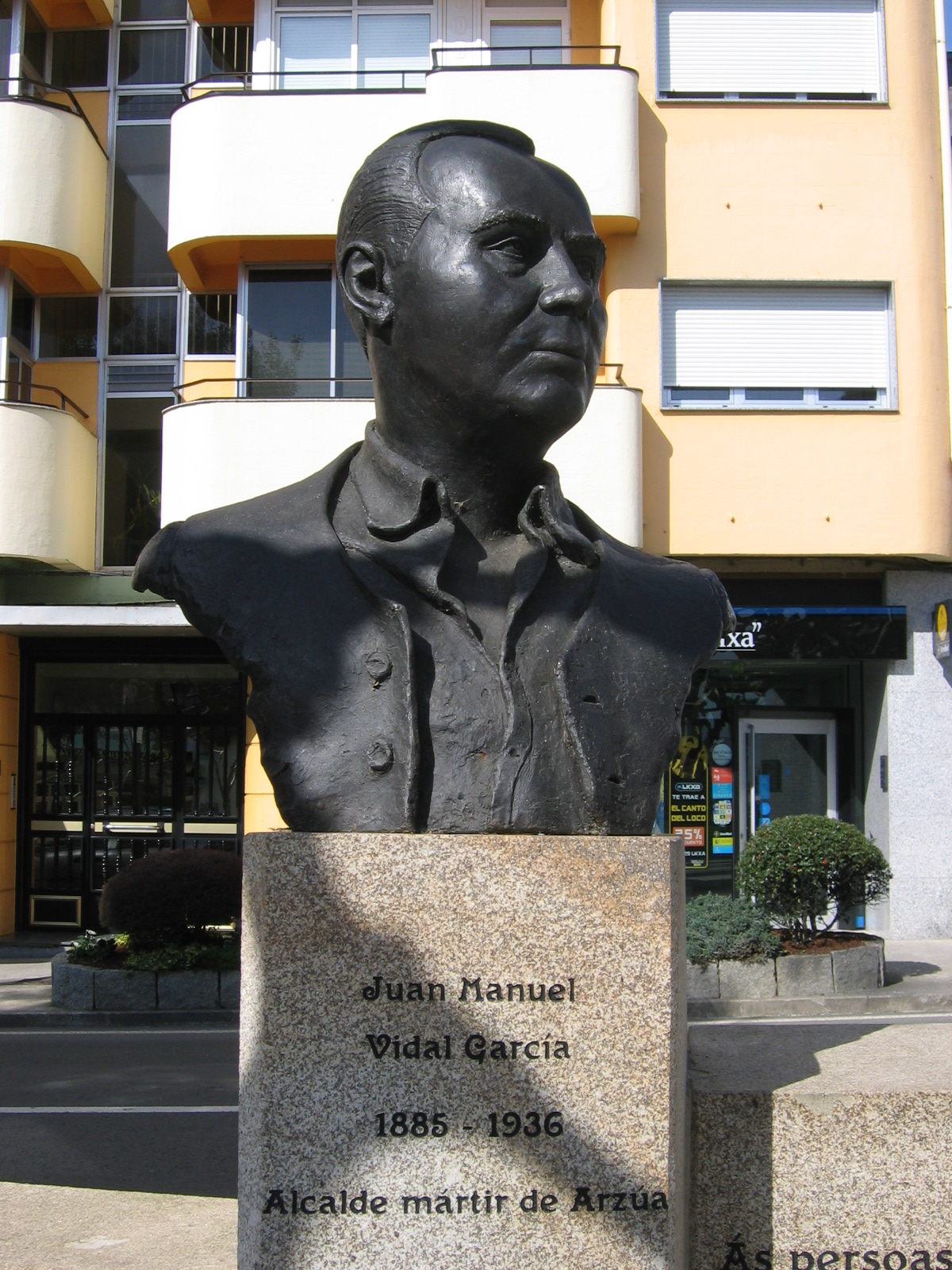
Monumento a Juan Manuel Vidal García en Arzúa

Juan Manuel Vidal García (Baión, Villanueva de Arosa, 1886-Santiago de Compostela, septiembre de 1936) fue un industrial y político gallego represaliado por el franquismo.

## Trayectoria
Emigró a Argentina, desde donde remitió dinero para la construcción de escuelas en varias parroquias. Tras volver a Arzúa, estableció un negocio de importación de aperos de labranza argentinos. En la dictadura de Primo de Rivera fue nombrado concejal de Arzúa (1924). En la República fue elegido alcalde de Arzúa en 1932, permaneciendo en el cargo hasta 1936. 
En su discurso de toma de posesión como regidor del municipio, Vidal García realizó un llamamiento a trabajar por el bien común, a convivir en buena vecindad y a dejar de lado disputas y rencores.
Con la sublevación del 18 de julio de 1936 estuvo escondido, y fue juzgado en Santiago de Compostela por rebelión en un proceso iniciado el 25 de agosto. Declarado en rebeldía, fue detenido, y fue fusilado en Compostela a principios de septiembre de 1936.
Su mujer, María Alicia Viaño García, fue también represaliada, suspendida de su empleo de maestra a finales de agosto de 1936 y desterrada a Astorga en esas mismas fechas. A su familia se le retiró la licencia para su negocio de comercialización de aperos.
El pleno del Ayuntamiento de Arzúa le rindió homenaje el 28 de octubre de 2003.